# Adolfo Rodríguez Saá
Adolfo Rodríguez Saá (* 25. července 1947) je argentinský politik. Narodil se ve městě San Luis a studoval právo na univerzitě Buenos Aires (školu dokončil v roce 1971). V letech 1983 až 2001 byl guvernérem provincie San Luis a následně působil po dobu jednoho týdne na postu argentinského prezidenta. V letech 2003 až 2005 byl členem poslanecké sněmovny. V letech 2003 a 2015 neúspěšně kandidoval na prezidenta.